# Провулок Владислава Заремби
Прову́лок Владисла́ва Заре́мби — провулок у Голосіївському районі міста Києва, місцевість Добрий Шлях. Пролягає від вулиці Максима Рильського (двічі, утворюючи форму літери «Г»).
Прилучаються вулиця Олега Дідушка і Супійський провулок.

## Історія
Провулок виник у 30-ті роки XX століття під назвою 4-та Нова вулиця. 
З 1944 року — в складі Радянської вулиці (тепер вулиця Максима Рильського). 
З 1955 року — виокремлений під назвою Радянський провулок.
Сучасна назва на честь українського композитора, піаніста і педагога Владислава Заремби — з 2015 року.